# Diana Dymtchenko
Diana Dymtchenko (en ukrainien : Діана Димченко, née le 8 septembre 1989 à Olechky) est une rameuse ukrainienne qui a pris la nationalité azerbaïdjanaise  à partir de 2022.

## Carrière
De 2017 à 2019, Diana Dymtchenko fait partie de l'équipage ukrainien en quatre de couple aux différents Championnats du monde d'aviron. Elle remporte notamment une médaille de bronze en skiff aux Championnats d'Europe d'aviron 2018.
Diana Dymtchenko possède également des titres mondiaux en aviron de mer.